# Пиер Маранда
Пиер Маранда (на френски: Pierre Maranda; р. 1930 г., Квебек, п. 5 юли 2015 г., Левис, Квебек) e канадски антрополог, специализирал в изследване на обществата на Соломоновите острови.

## Биография
Бакалавърска степен получава в университета „Лавал“ (1949), магистърска (1954) и докторска степен по философия (1955) в университета на Монреал. Още магистърска и докторска степен получава и от Харвардския университет (1966).
Заема позицията на научен сътрудник (1966 – 1970) в Харвардския университет, а в École Pratique des Hautes Études в Париж е ръководител на научни проекти (1968 – 1969). Става професор по антропология в Университета на Британска Колумбия през 1969 г. . През 1975 г. започва работа в департамента по Антропология на Университета Лавал, където преподава до пенсионирането си през 1996 г. и става почетен професор след това. Маранда е член на Кралското общество на Канада от 1976 г. Получава Ордена на Канада на 14 септември 2011 г..

## Митологичната схема
Изследванията на Маранда са част от структуралистката парадигма и Парижката семиотична школа. Ученик на Клод Леви-Строс, заедно с когото създава филма Зад маските, Маранда работи над „каноничната формула на мита“ – Fx (a): Fy (b):: Fx (b): Fa-1 (y) – и над адаптирането ѝ към събрания от самия него етнологически материал. Във формулата в неговата редакция понятието a обозначава динамичния елемент, докато b е медиаторът, който като преминава от една функция в друга, без да се променя. Процедурата по медиация произвежда развитие на опозиции в спирала, както е показано на следната схема:
Класическият разказ предлага процес на преобръщане на съдържанието, а това е формализирано от Леви-Строс по отношение на мита, от Владимир Проп по отношение на морфологията на вълшебната приказка и от Алгирдас Жулиен Греймас чрез неговия семиотичен квадрат.
Заедно с Ели Кьонгас той анализира разказите и според резултатите от процеса на посредничество между героите опоненти. Това му позволява да класифицира митологичните текстове в четири основни категории и да покаже, че различните общества фаворизират чрез своите разкази различни модели на социални отношения.
С многобройните си публикации Маранда помага за утвърждаването на семиотичния подход в полето на антропологията и за развиването на интердисциплинарен подход, обединяващ литература, философия, математика и информатика.

## По-важни публикации
- Lau Markets: A Sketch. Working Papers in Anthropology. Vancouver: University of British Columbia, 1969
- „Of Bears and Spouses: Transformational Analysis of a Myth“. – В: E. Köngas-Maranda et Pierre Maranda, Structural Models in Folklore and Transformational Essays, The Hague: Mouton, 1971, p. 95 – 115
- „Situer l’anthropologie“. – В: L.-J. Dorais (ред.), Perspectives anthropologiques: un collectif d'anthropologues québécois, Montréal: Éditions du Renouveau pédagogique, 1979, p. 9 – 22, 399 – 436
- „The Dialectic of Metaphor: An Anthropological Essay on Hermeneutics“. – В: S. Suleiman et I. Crosman (ред.), The Reader in the Text, Princeton: Princeton University Press, 1980, p. 183 – 204
- „Semiotik und Anthropologie“. – сп. Zeitschrift fuer Semiotik, 1981, 3:227 – 249
- „Mother Culture Is Watching Us: Probabilistic Structuralism“. – В: E. Nardocchio (ред.), Reader Response to Literature: The Empirical Dimension, Berlin: Mouton de Gruyter, 1992, p. 173 – 190
- „Masques et identité“. – сп. Anthropologie et sociétés, 1993, 17 (3), p. 13 – 28
- „Mapping Cultural Transformation Through the Canonical Formula: The Pagan versus Christian Ontological Status of Women among the Lau People of Malaita, Solomon Islands“. – В: P. Maranda (ред.), The Double Twist: From Ethnography to Morphodynamics, Toronto: University of Toronto Press, 2001, p. 97 – 120

## Филмография
- (в съавторство с Клод Леви-Строс), Behind the Masks, 1974 Vancouver, B.C.: National Film Board of Canada.
- The Lau of Malaita, 1987. Филм, продуциран от Granada Television за поредицата „Disappearing World“. Manchester, U.K.